# John Hamburg
John Hamburg est un scénariste, réalisateur, producteur, acteur et directeur de la photographie américain né à New York le 26 mai 1970.
Après avoir présenté son court métrage Tick au Festival du film de Sundance en 1996, il écrit et réalise Casses en tous genres. Il poursuit sa carrière en co-scénarisant Mon beau-père et moi (et ses suites Mon beau-père, mes parents et moi et Mon beau-père et nous) et Zoolander. Par la suite, il réalise les comédies Polly et moi (2004) et I Love You, Man (2009) et les épisodes de plusieurs séries télévisées comiques.
Fin 2016, il dévoile son quatrième long-métrage en tant que scénariste/réalisateur, Pourquoi lui ?, une comédie potache portée par le tandem Bryan Cranston / James Franco.
Sa femme, Christina Kirk est actrice. Il apparaît en couple avec son épouse dans Un duplex pour trois de Danny DeVito (2003).

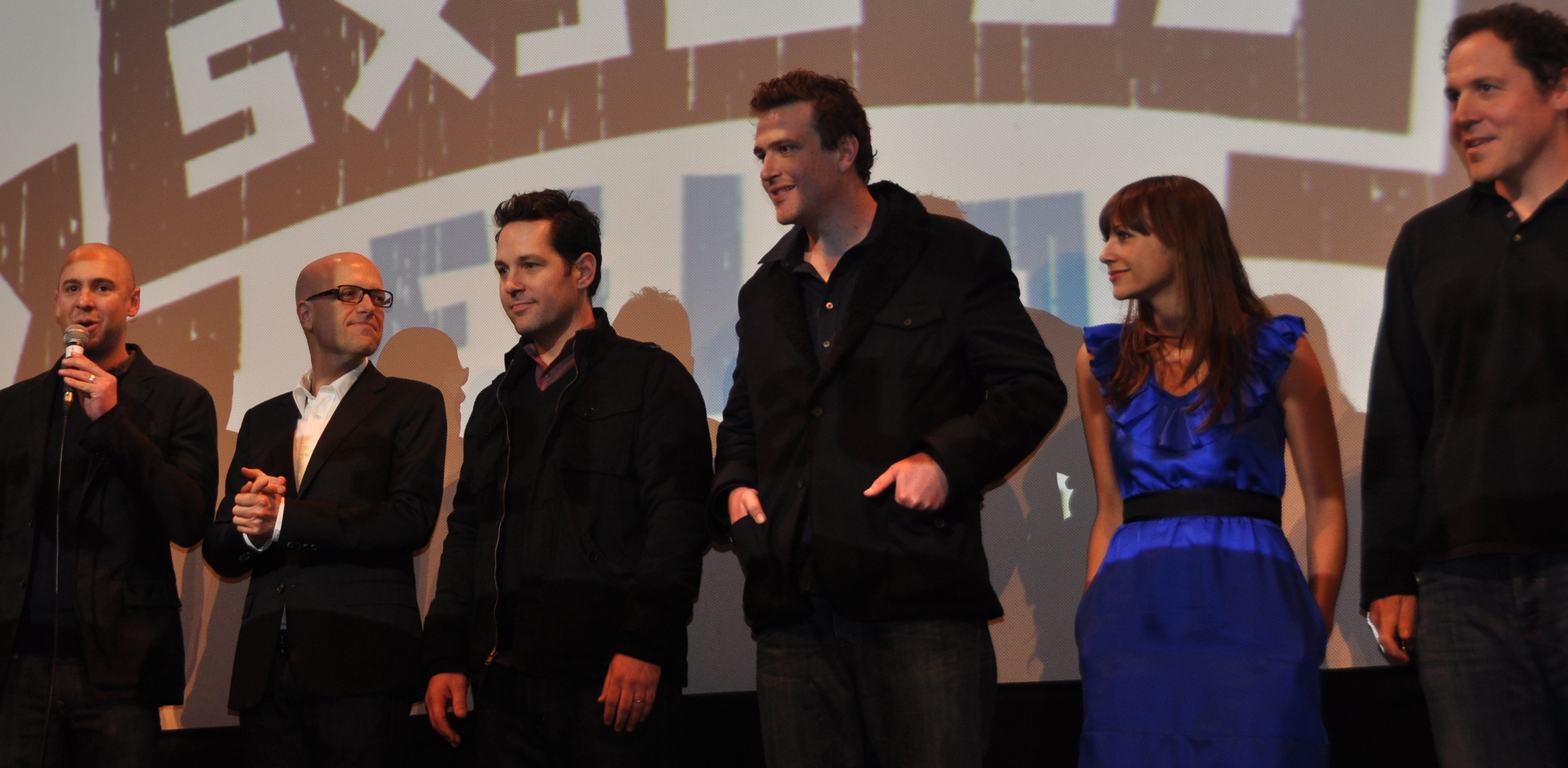
De gauche à droite : John Hamburg, Larry Levin, Paul Rudd, Jason Segel, Rashida Jones et Jon Favreau à la première de I Love You, Man

## Filmographie
| Année     | Titre                                    | Scénariste | Réalisateur | Producteur |
| --------- | ---------------------------------------- | ---------- | ----------- | ---------- |
| 1996      | Tick (court-métrage)                     | ✓          | ✓           |            |
| 1998      | Casses en tous genres                    | ✓          | ✓           |            |
| 2000      | Mon beau-père et moi                     | ✓          |             |            |
| 2001      | Zoolander                                | ✓          |             |            |
| 2001      | The Monster (court-métrage)              | ✓          |             |            |
| 2001-2003 | Les Années campus (série télévisée)      |            | ✓           |            |
| 2004      | Polly et moi                             | ✓          | ✓           |            |
| 2004      | Mon beau-père, mes parents et moi        | ✓          |             |            |
| 2005      | Stella (série télévisée)                 |            | ✓           |            |
| 2008      | Welcome to the Captain (série télévisée) | ✓          | ✓           | ✓          |
| 2009      | I Love You, Man                          | ✓          | ✓           | ✓          |
| 2010      | Mon beau-père et nous                    | ✓          |             | ✓          |
| 2011      | New Girl (série télévisée)               |            | ✓           |            |
| 2014      | Good Session (téléfilm)                  | ✓          | ✓           | ✓          |
| 2016      | Pourquoi lui ?                           | ✓          | ✓           |            |

### Acteur
- 1998 : Casses en tous genres : Philip
- 2003 : Un duplex pour trois : Mr. Friedman